# Henriette Vincent
Henriette Vincent, nascuda Henriette Antoinette Rideau du Sal, va ser una artista pintora botànica francesa, nascuda a Brest al maig de 1786 i morta a l'abadia Saint-Guénolé de Landévennec l'any 1834.

## Biografia
Henriette va estudiar pintura a París amb Gérard van Spaendonck i Pierre-Joseph Redouté, tots dos pintors de flors i artistes de la cort de França. Redouté, en particular, durant molt de temps va pintar les roses i altres flors del jardí de Malmaison durant el regnat de Napoleó. Sota la seva tutela, Henriette va esdevenir una artista excepcional que competirà amb Redouté pel seu domini del color Signa les seves obres amb el nom d'Henriette Vincent, fent-se dir de vegades «Madame Vincent». La seva relació amb Redouté li permet obtenir encàrrecs i poder exposar el seu treball al Saló de París els anys 1814, 1819, 1822 i 1824, cosa que no era fàcil per a les dones artistes de l'època.

## Obra
L'obra principal d'Henriette Vincent, Études de fleurs et de fruits peints d'après nature, publicada per primera vegada a París l'any 1820, amb 48 gravats en color acabats a mà per Lambert el gran, va ser reeditat el mateix any a Londres amb aiguatintaes acolorides a mà per T. L. Busby. Entre els motius de les aquarel·les hi havia flors comunes com ara tulipes, roses, narcisos, jacints, clavells i de anemones; entre els fruits representats hi havia raïms, cireres, prunes i maduixes Les seves imatges de gran detall i molt naturals mostren generalment grups de flors i de fruits amb les seves fulles sobre un fons llis i poden contenir detalls com ara gotes d'aigua, una marieta posada sobre una fulla o de papallones volant al voltant. Encara que no sempre respecti l'exactitud científica, la pintura de Vincent continua d'ésser apreciada per a la seva delicadesa. Només es conserven cinc exemplars del llibre; entre les institucions que en tenen algun hi ha el British Museum i el jardí botànic de Chicago
L'any 1831, Madame Vincent es retira a l'abadia Sant-Guénolé de Landévennec, a la Bretanya, i hi mor alguns anys més tard, ely 1834.
L'any 1835, es publica un segon volum, pòstum, de la seva obra: Collection de 24 Bouquets de Fleurs. Els rams presenten de dos a cinc tipus de flors diferents, algunes en rams d'altres en gerros o bols. Les plaques eren gravats puntejats, produïdes per Lambert, en quatre colors, amb un acabat manual. Aquesta tècnica, que Madame Vincent va aprendre probablement del seu professor Redouté, és molt adequada per a la representació de la textura de les flors, però planteja reptes suplementaris en el procés de gravat. L'obra, un volum d'11 x 8,25 polzades, va ser rebut saludat com "d'una bellesa consumada que eleva la reputació mundial des pintors de flors francesos" de l'època.
El treball de Madame Vincent va formar part de l'exposició de 2013 The Feminine Perspective: Women Artists and Illustrators, organitzada per la Lenhardt Library del jardí botànic de Chicago.